# سیدی عمار (استان عنابه)
سیدی عمار (استان عنابه) (به عربی: سيدي عمار) یک شهرداری در الجزایر است که در استان عنابه واقع شده‌است. سیدی عمار ۸۳٬۲۵۴ نفر جمعیت دارد.